# Formicoxenus nitidulus
Formicoxenus nitidulus је инсект из реда Hymenoptera и фамилије Formicidae.

## Угроженост
Ова врста се сматра рањивом у погледу угрожености врсте од изумирања.

## Распрострањење
Ареал врсте Formicoxenus nitidulus обухвата већи број држава. 
Врста је присутна у Шведској, Норвешкој, Пољској, Немачкој, Италији, Финској, Данској, Француској и Аустрији.